# 단민

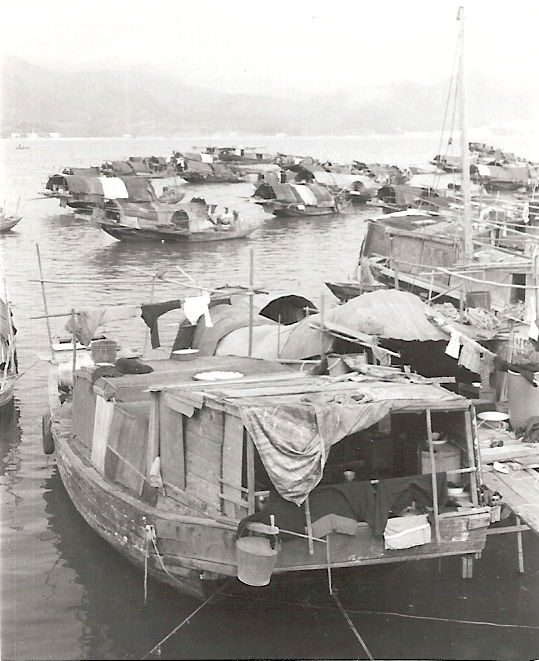
1970년 홍콩의 선박 민족

단민(蜑民)은 중국 남부의 해안 지대에 주로 분포하는 민족 집단으로, 정크선 위에서 거주하는 특유의 생활 방식으로 잘 알려져 있다. 홍콩, 마카오, 광둥성, 광시 자치구, 푸젠성, 하이난성, 상하이시, 저장성, 그리고 양쯔강 유역에서도 발견된다. 가리키는 이름은 다양한데, 단가(蜑家, Tanka) 또는 수상인(水上人), 남해인(南海人), 보트 피플(Boat People), 보트 드웰러(Boat Dwellers) 등으로 알려져 있다.
이들의 역사적 기원은 명확히 알려져 있지 않다. 한 이론에서는 단민이 백월(百越)의 후예라고 추정하는데, 고대에 중국이 이 지역을 정복하고 한족이 남쪽으로 확장하자 토착민인 이들이 바다의 유목민으로 밀려났다는 것이다. 이 이론에 따르면 단민은 언어 등은 한화(漢化)되었지만 여전히 선조의 생활 방식을 계승하고 있다.

## 같이 보기
- 보트 피플
- 한족 민계